# Frédéric Fonjallaz
Pour les articles homonymes, voir Fonjallaz.
Frédéric Fonjallaz, né le 16 juillet 1802 à Cully et mort le 19 octobre 1858 dans la même commune, est une personnalité politique suisse, membre de la Gauche Libérale (futur parti radical-démocratique). Il est député du canton de Vaud au Conseil national de 1854 à 1857.

## Biographie
Frédéric Fonjallaz naît le 16 juillet 1802 à Cully, dans le canton de Vaud. Protestant, originaire d'Épesses, de Villette et de Lutry, il est le fils de Jean-Louis Fonjallaz, président du tribunal de district de Lavaux, et de Jeanne Louise Marguerat. Il épouse Jeanne Louise Forestier.
Après avoir obtenu une licence en droit à l'académie de Lausanne, Fonjallaz, en plus d'être propriétaire terrien, exerce comme accusateur public entre 1832 et 1834, comme juge de 1842 à 1845 au tribunal de district de Lavaux, puis comme juge suppléant au tribunal criminel du 2e arrondissement judiciaire. Il est en outre lieutenant-colonel dans l'armée suisse, commandant du 3e arrondissement militaire de 1844 à 1858.

### Carrière politique
Syndic de Cully en 1850, il est député des Radicaux/Gauche Libérale (aile gauche du parti libéral) au Grand Conseil vaudois de 1837 à 1851 puis conseiller national de 1854 à 1857,.

## Liens
- Notice dans un dictionnaire ou une encyclopédie généraliste :   - Dictionnaire historique de la Suisse
- Notices d'autorité :   - VIAF
  - GND